# Yamakaze (1936)
Pour les autres navires du même nom, voir Yamakaze.
Le Yamakaze (山風) était un destroyer de classe Shiratsuyu en service dans la Marine impériale japonaise pendant la Seconde Guerre mondiale.

## Historique
Au moment de l'attaque sur Pearl Harbor, le Yamakaze rejoint la 24e division de destroyers de la 4e escadre de destroyers de la 2e flotte. Il quitte Palaos en compagnie de ses sister-ships Umikaze, Kawakaze et Suzukaze, participant à la bataille des Philippines pour couvrir les débarquements à Legaspi et dans la baie de Lamon. À partir de janvier 1942, il participe à des opérations dans les Indes néerlandaises, dont l'invasion de Tarakan, où il prend part au naufrage mouilleur de mines de la Marine royale néerlandaise HNLMS Prins van Oranje (en). Il couvre également les débarquements de Balikpapan et de Makassar, coulant avec ses canons le sous-marin USS Shark (en) dans le détroit de Makassar, le 11 février. Après avoir participé à l'invasion de l'est de Java, il prend part à la première et à la deuxième bataille de la mer de Java, où il participe à la destruction du destroyer américain USS Pope, du croiseur britannique HMS Exeter et du destroyer HMS Encounter.
En avril, le Yamakaze participe à l'invasion de Panay et de Negros (Philippines). Le 10 mai, il est réaffecté dans la 1re flotte puis retourne à l'arsenal naval de Sasebo pour des réparations à la fin du mois.
Au cours de la bataille de Midway du 4 au 6 juin, le destroyer fait partie de la force de garde des Aléoutiennes (groupe de soutien du Pacifique Nord), commandé par l'Amiral Shirō Takasu.
Le 25 juin 1942, alors qu'il patrouillait au large d'Ōminato, en mer Intérieure de Seto, le Yamakaze est torpillé puis coulé avec la totalité de son équipage par le sous-marin USS Nautilus, à environ 60 milles marins (111,12 km) au sud-est de Yokosuka, à la position 34° 34′ N, 140° 26′ E.

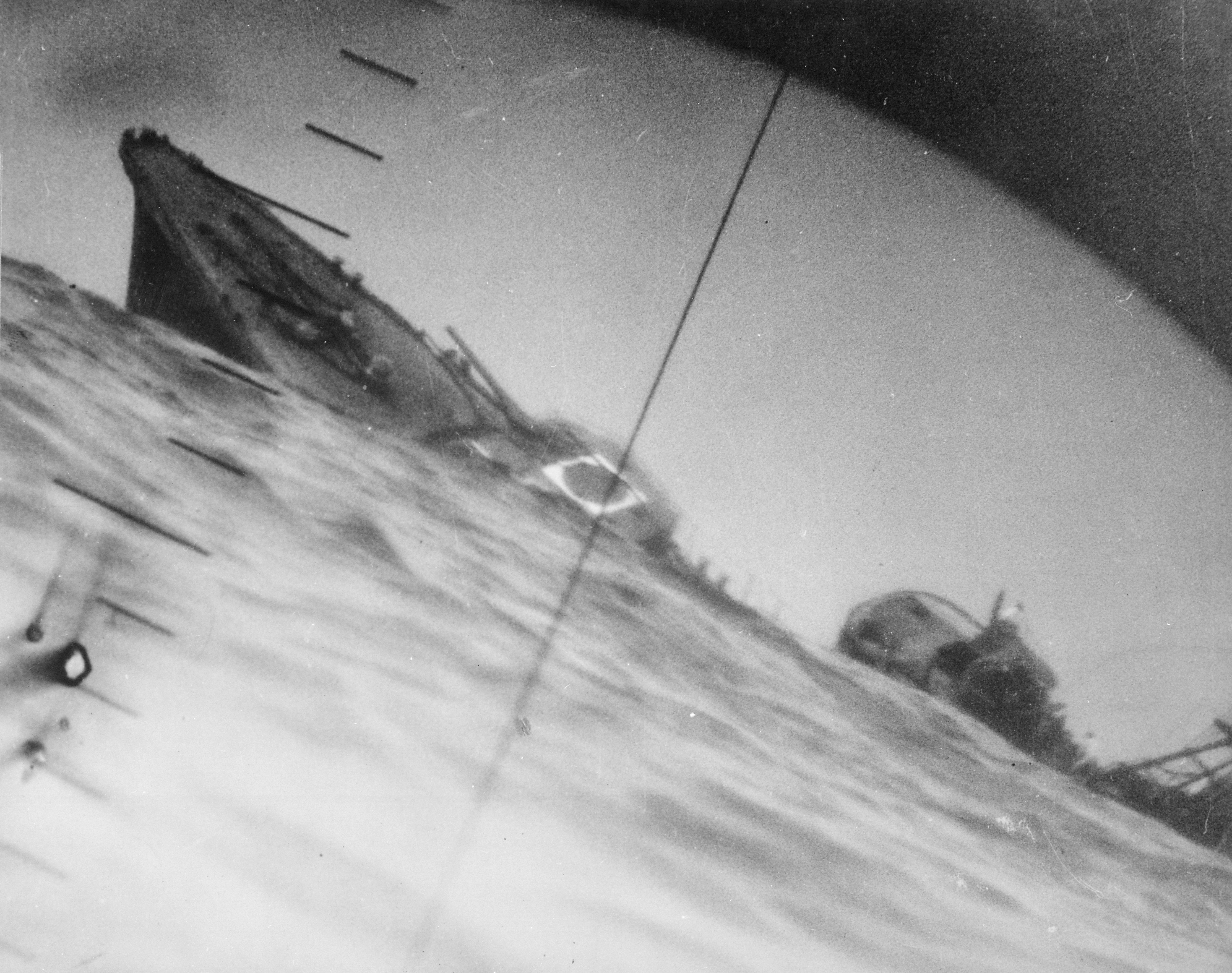
Naufrage du Yamakaze après avoir été torpillé, photographié depuis le périscope de sa victime.